# ژیل انگومو
ژیل انگومو (انگلیسی: Gilles Ngomo؛ زادهٔ ۲۳ اوت ۱۹۸۷) بازیکن فوتبال اهل کامرون بود.
از باشگاه‌هایی که در آن بازی کرده است می‌توان به باشگاه فوتبال شباب بلوزداد و باشگاه فوتبال قسنطینه اشاره کرد.
وی همچنین در تیم ملی فوتبال کامرون بازی کرده است.